# Today (quotidiano online)
Today è un quotidiano on-line nazionale registrato nel 2017 ed edito dal gruppo Citynews; ha sede legale a Milano e direzione a Roma.
Oltre a Today, Citynews edita anche oltre 50 edizioni locali, due edizioni specializzate e una dedicata alle politiche dell'Unione europea (EuropaToday).
Secondo i dati forniti da Citynews, il sito conta circa 12 milioni di utenti unici al mese.

## Storia
Il giornale viene fondato nel marzo 2012 dal Gruppo editoriale Citynews, nato nel 2010. Il gruppo aveva in precedenza lanciato popolari giornali online locali come FoggiaToday o MilanoToday, e acquisito testate preesistenti come LeccePrima, RomagnaOggi e AgrigentoNotizie.
A settembre 2021, secondo la classifica Comscore, i giornali locali Citynews insieme a Today risultano essere i più letti del comparto news in Italia, con 30 milioni di visitatori unici nel mese.
Nel settembre 2020 Gorrasi lascia la direzione e viene sostituito da Alessandro d'Amato fino all'inizio del 2021, a cui segue Alessandro Rovellini.
Il 29 ottobre 2020 il giornale rinnova il proprio sito, introducendo inoltre editoriali ed opinioni.
Nel settembre 2022 arriva come direttore editoriale degli approfondimenti il giornalista Fabrizio Gatti, noto inviato de l'Espresso.

## Direttore
- Violetto Gorrasi (2012-2020)
- Alessandro d'Amato (2020-2021)
- Alessandro Rovellini (dal 2021)